# Bicicleta inglesa

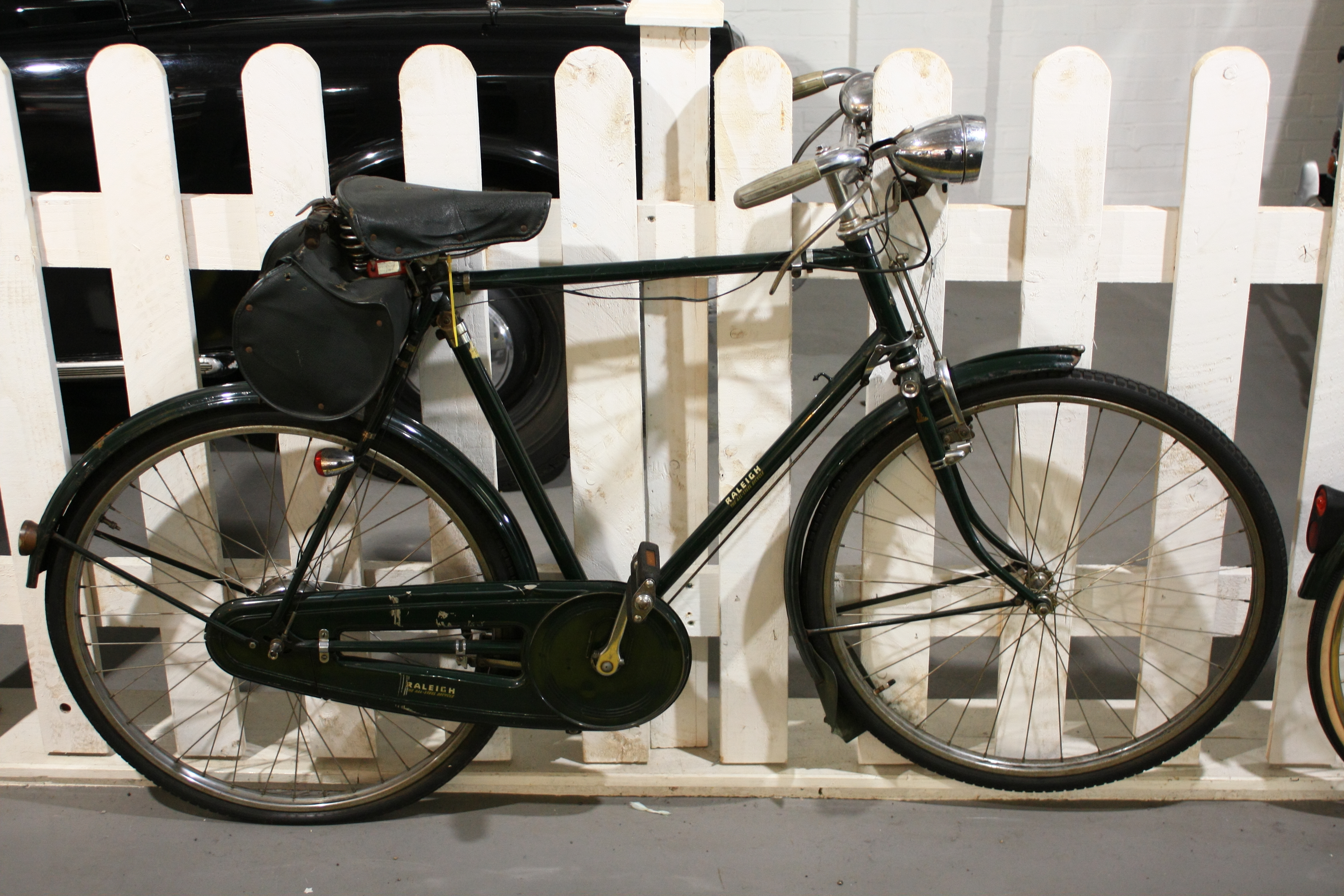
La tradicional bicicleta inglesa.

La  bicicleta inglesa es un tipo de bicicleta utilitaria una vez muy común en todo el mundo y sigue siendo muy común en Asia, África, Dinamarca y los Países Bajos. Sin embargo, durante los últimos años, las bicicletas inglesas de estilo tradicional han alcanzado mucha popularidad en todo el mundo occidental, sobre todo como una declaración de moda o estilo de vida.

## Historia

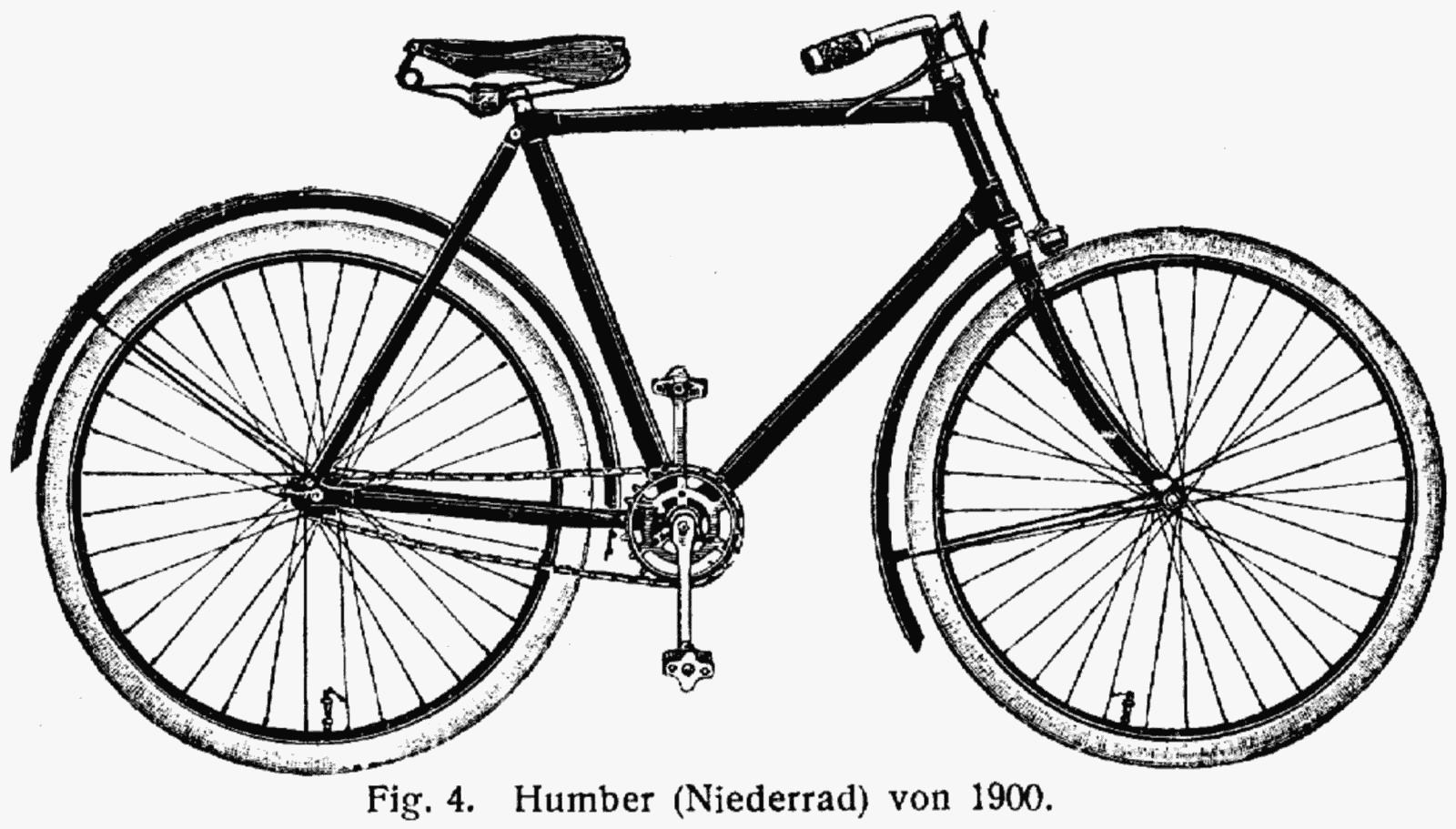
Primitiva Humber roadster de los 1900.

Desde el siglo XX hasta después de la Segunda Guerra Mundial, la bicicleta inglesa constituyó la bicicleta para adultos más vendida en el Reino Unido y en muchas partes del imperio británico. Durante muchos años después de la llegada de la motocicleta y el automóvil, siguieron siendo el principal medio de transporte para adultos. Los principales fabricantes de Inglaterra eran Raleigh y BSA, aunque Carlton, Phillips, Triumph, Rudge-Whitworth, Humber, Hércules y Elswick Hopper también las hizo.
En Gran Bretaña, la utilitaria bicicleta inglesa disminuyó notablemente en popularidad durante la década de 1970, ya que un auge del ciclismo recreativo causó a los fabricantes se concentran en asequibles bicis deportivas de carretera con desviador y peso ligero (10-14 kg), en realidad versiones ligeramente modificadas de la bicicleta de carreras de la época.
En la década de 1980, los ciclistas del Reino Unido comenzaron a cambiar de bicicletas de carretera para los modelos todo terreno, como la bicicleta de montaña.  El robusto bastidor de la bicicleta de montaña y la capacidad de transporte de carga le dieron versatilidad como una bicicleta de utilidad, usurpando el papel previamente ocupado por el roadster. En 1990, la bicicleta tradicional inglesa estaba casi muerta. Mientras que las ventas anuales de la bicicleta del Reino Unido llegaron a un récord histórico de 2,8 millones de unidades, casi todos eran modelos de montaña así como las deportivas de carretera.

## Diseño y variantes

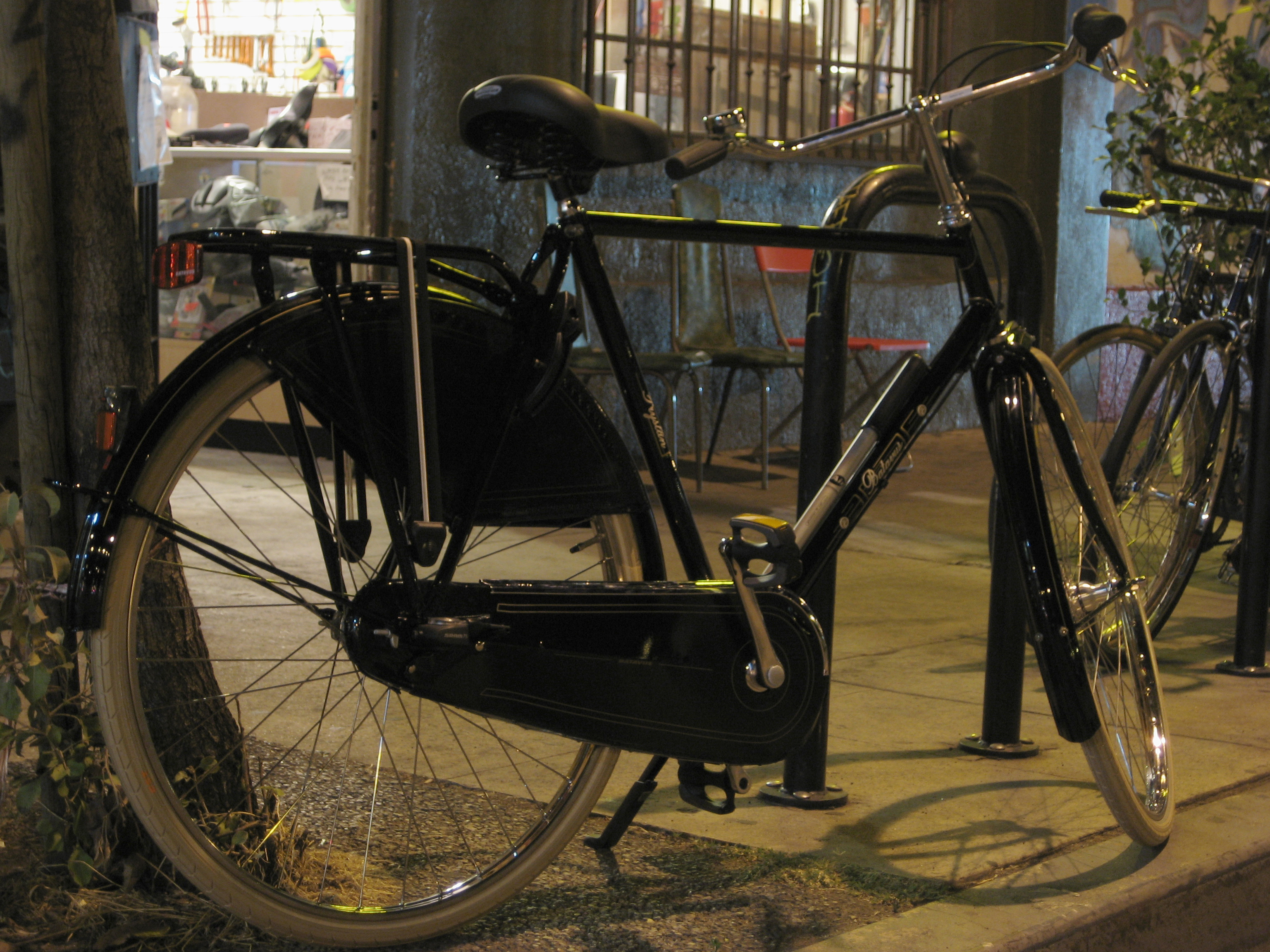
El modelo equivalente de caballeros neerlandesa se la llama Opafiets, y la de damas; Omafiets.

Las Bicicletas inglesas están más o menos agrupados en tres clases:

### Lasroadster
Roadster es un estilo antiguo de bicicleta muy práctico y popular en la ciudad así como el campo. Por lo general es una bicicleta monomarcha o de cambios internos de buje Sturmey-Archer de tres velocidades, tienen ruedas de 28 pulgadas (28 × 1 ½) con llantas tipo Westwood, manivelas largas, distancias entre ejes largos y ángulos de cuadro relajados (68 grados o menos.) Las roadster utilizaban frenos con accionamiento de varilla en lugar de cables Bowden. La roadster típica también estaría equipada con una caja de engranajes, también conocido como cubierta, que completamente envuelve la cadena y engranajes de la bicicleta para evitar uno ensuciarse y mantener la cadena en óptimas condiciones particularmente en los ambientes invernales de los pueblos nórdicos.
Estas bicicletas por encima de todo fueron construidas para durar y estaban destinadas para poder hacer frente a los caminos de tierra, adoquines y caminos sin pavimentar; con un mínimo de mantenimiento. No se hizo ningún intento serio de reducir el peso en su diseño o construcción. A menudo aparecen fotografiadas con montajes de policías y carteros rurales.
La roadster, comparada con una road-racer o path-racer de la época, tendría el manillar un poco más alto con respecto a la sillin, contaría con guardabarros, piñón libre y, a veces, una caja de engranajes y transmisión de velocidad variable. Todo esto hizo de la «roadster», una bicicleta cómoda para los caminos.
Los modelos roadsters fabricados en la actualidad en el mercado europeo por lo general usan materiales de aleación más ligeros, frenos de contrapedal o tambor, y en muchos casos, colores llamativos.

#### Modelo para damas y las omafiets

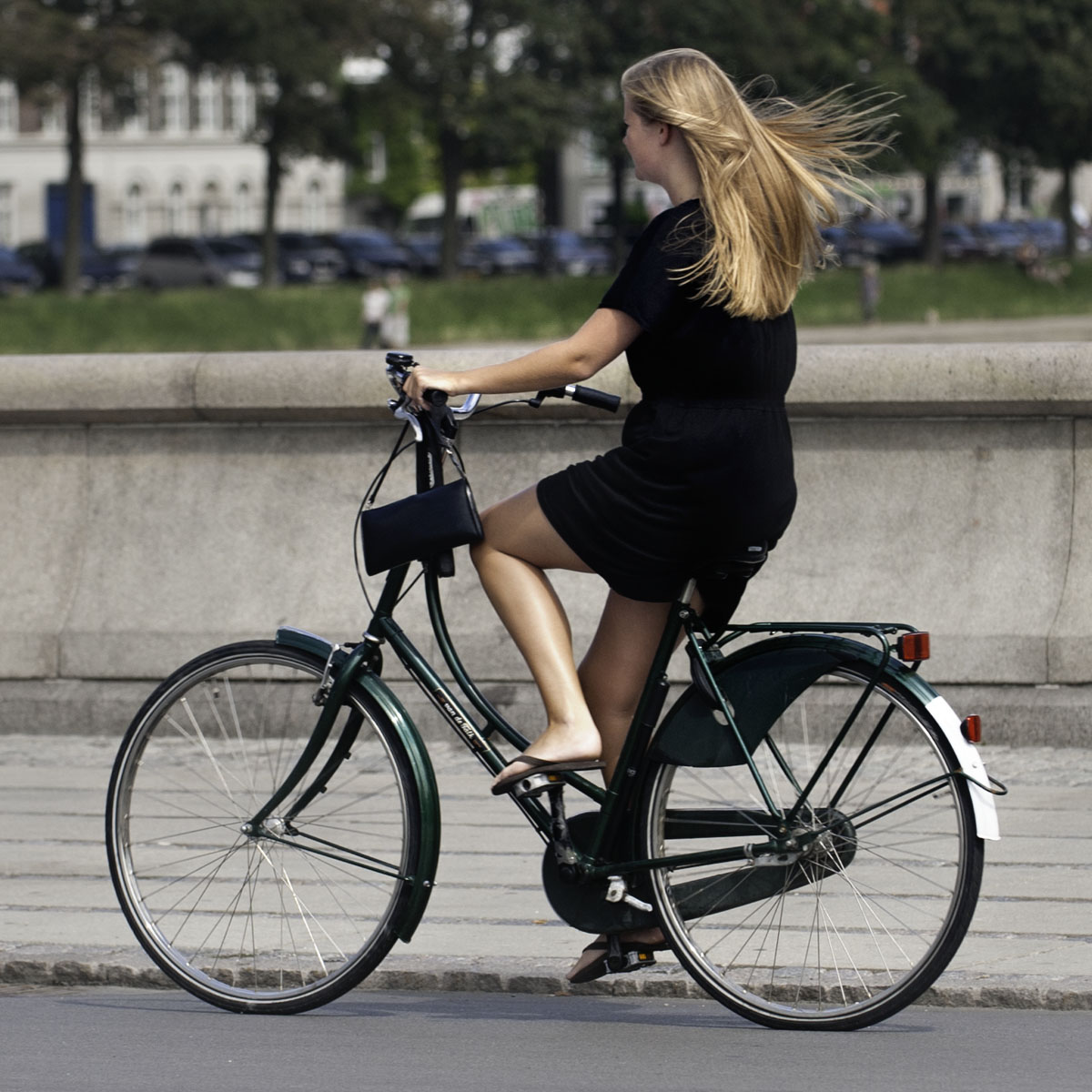
Omafiets en Cycle Chic Copenhague.

La versión para damas del diseño de la bicicleta inglesa estaba muy en su lugar por la década de 1890. Este tipo de bicicleta que no lleva tubo horizontal como el cuadro diamante del modelo de caballeros es para que las damas, con sus vestidos y faldas, puedan montar fácilmente sus bicicletas, y por lo general venía con un protector de falda para evitar las faldas y vestidos se enreden en el rueda y radios trasera. Al igual que con el roadster de caballeros, el cuadro era de construcción de acero y el posicionamiento del cuadro y el manillar dio el ciclista una posición de conducción muy vertical. A pesar de que originalmente venían al frente con frenos de cuchara avances tecnológicos significaba que los modelos posteriores pudieron estar equipado con muy mejorado frenos de contrapedal  o frenos de varilla de llanta  o de tambor.
Aunque la versión para damas del roadster en gran medida pasó de moda en Inglaterra y muchos otros países occidentales tal como el siglo XX avanzaba, sigue siendo popular en los Países Bajos, es por eso que algunas personas se refieren a las bicicletas de este diseño como bicicletas holandesas. En holandés el nombre de estas bicicletas es Omafiets («bicicleta de la abuela»), aunque en la provincia de Frisia a menudo los llaman Widdofyts («bicicleta de las viudas»). Las holandesas Omafiets para damas sigué fabricándose con el clásico diseño inglés. 

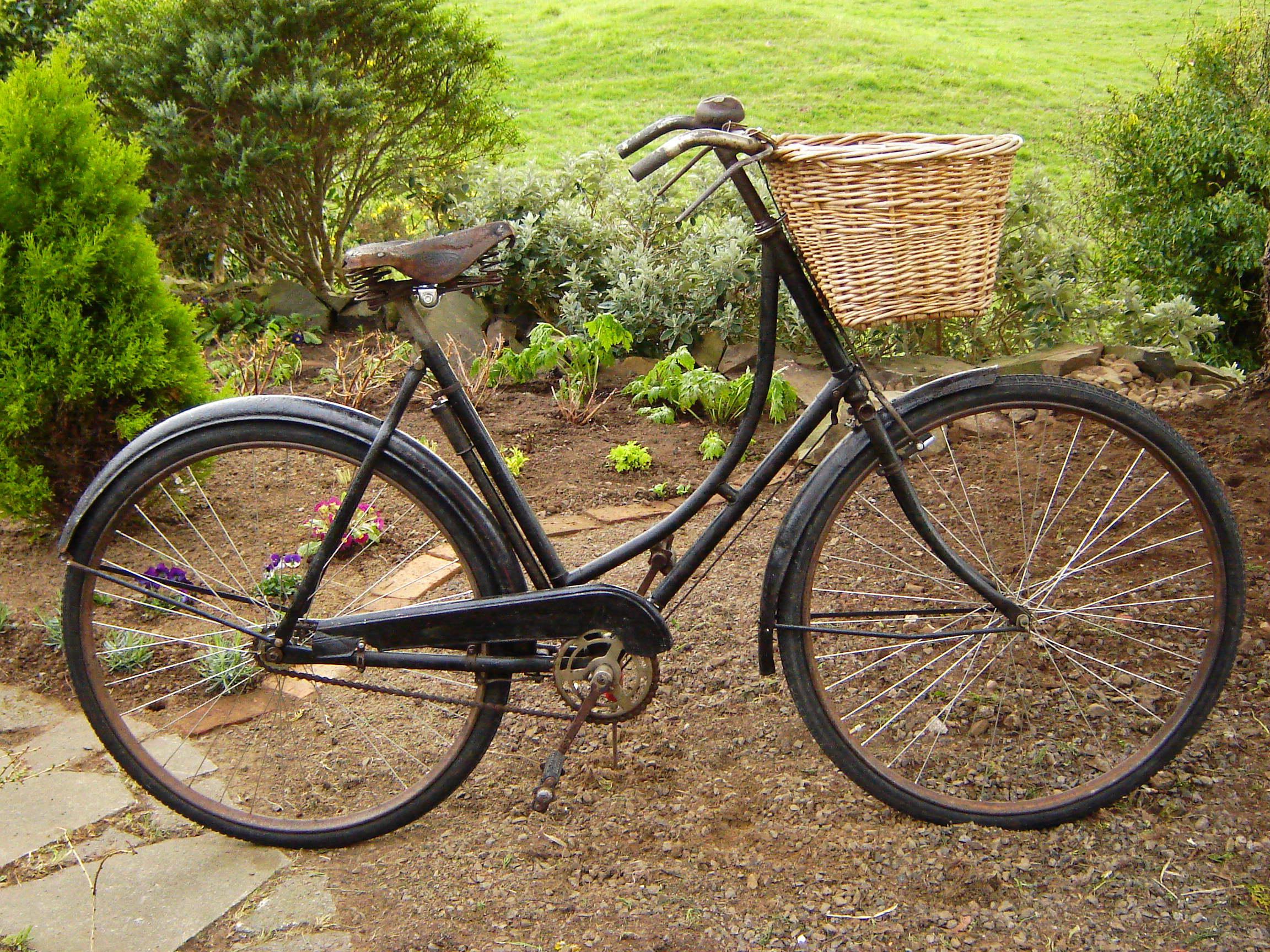
Bicicleta inglesa Raleigh para damas de 1929.
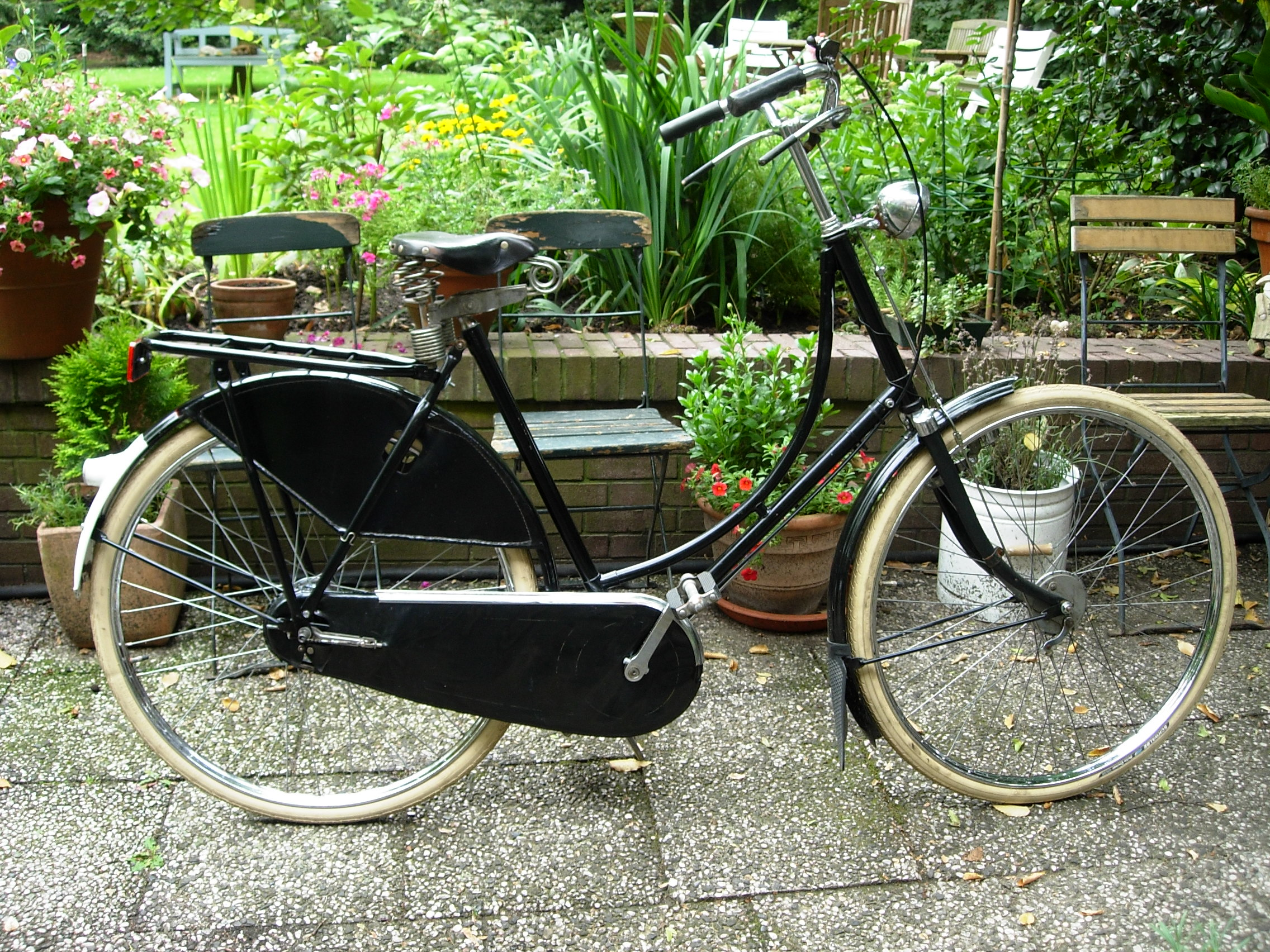
Bicicleta neerlandesa Gazelle de 1954.

Las clásicas omafiets se circunscriben al diseño del roadster tradicional para damas y vienen con un engranaje de una sola velocidad, ruedas 28 (ISO 635) con cubiertas 28 x 1 ½, cuadro pintado en negro y guardabarros traseros (pintados con una franja blanca), y un protector de falda/abrigo. 
Variantes modernas, ya sean pintadas de otros colores, con cuadros de aluminio, frenos de tambor o un sistema de cambios internos de buje  de múltiples marchas, se ajustan a todos el mismo aspecto básico y dimensiones que las omafiets clásicos. (El equivalente de caballeros holandeses se llama Opafiets (holandés para «bicicleta del abuelo») o Stadsfiets («bicicleta urbana») y generalmente tiene las mismas características pero con un cuadro «diamante» o «de caballeros», de este modo casi lo mismo que la roadster de caballeros inglesa.)

### Lassportsolight roadster

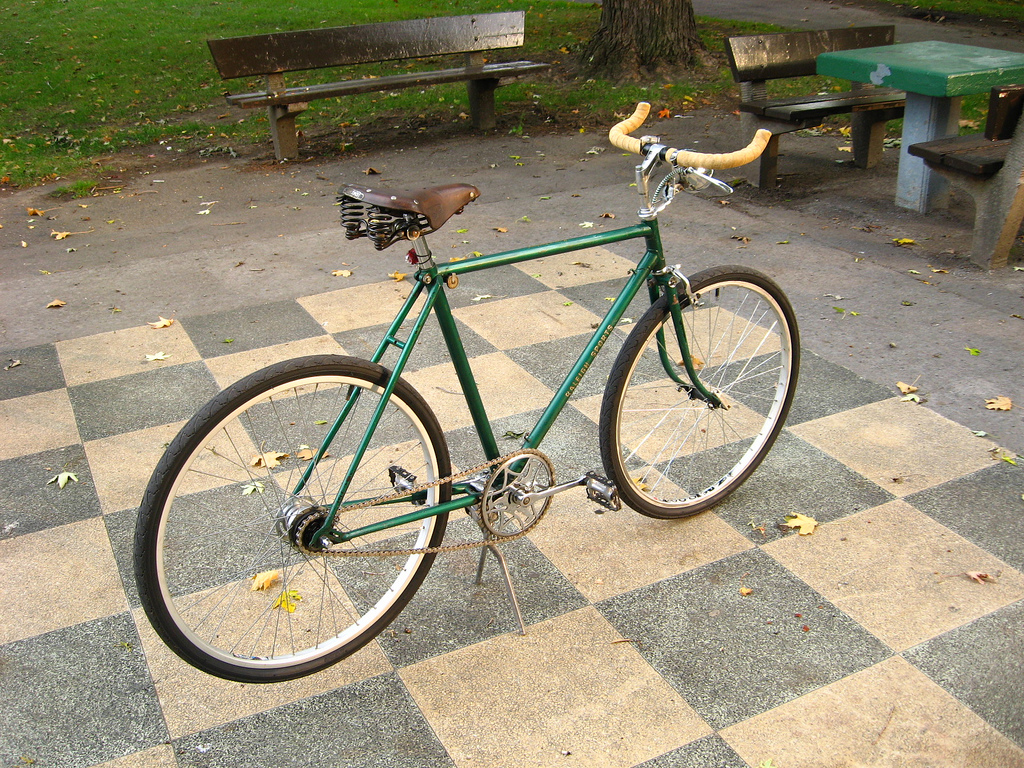
1956 Raleigh Sports light roadster actualizada.

Estas bicicletas fueron el transporte básico de la clase obrera urbana durante los años 50. Cuentan con neumáticos de 26 × 1 ⅜", (ISO 590) sobre llantas estilo Endrick, guardabarros completos de acero, manillar tipo «North Road» en posición vertical y frenos accionadas por cable. Las bicicletas light roadster tuvieron una geometría de cuadro bastante más ágil, por lo general con ángulos de cuadro de 72° grados. Estas bicicletas fueron más rápidas y ligeras, fueron una evolución a las tradicionales roadsters. La gran mayoría de las bicicletas inglesas que llegaron a los Estados Unidos entran en esta categoría.
Al igual que las club mencionadas a continuación, las sports roadsters son base óptima para actualizarlas y transformarlas en single speed, adaptación muy común en ciudades como Nueva York, Chicago y Londres donde abundaron estos modelos.

### Lasclub
Las bicicletas club fueron las máquinas de alto rendimiento de la élite de su tiempo y lugar. Se llamaban «club» por el hecho de que eran el estilo de la bicicleta popular entre los miembros de los numerosos clubes ciclistas activos. Los miembros más humildes, los Socios del Club menos orientados al alto rendimiento montarían las bicicletas sports o light roadster, pero los «miembros del club» más aplicados tendrían verdaderas máquinas de club. Una bicicleta club tendría típicamente un cuadro con tubos Reynolds 531, un estrecho, sillín de cuero sin muelles, manillar «North Road» invertidos (o de carretera), pedales de acero tipo Rat Trap con clips para los pies y neumáticos de 26 × 1 ¼", (ISO 597) o 27 × 1 ¼", (ISO 630).
Algunas bicicletas del club serían probable que tengan un buje Sturmey-Archer más exótico, tal vez un modelo de relación mediano o cerrada de 3 o 4 velocidades con incluso algunos estaban equipados con el poco común buje ASC 3 velocidades de piñón fijo. 
Muchas bicicletas del club eran máquinas de una sola velocidad, por lo general con un buje doble piñón reversible, piñón fijo por un lado y piñón libre en el otro. Desviadores comenzaron a ser utilizados en este tipo de bicicleta a partir de finales de los años 1950. Aunque destinado principalmente a rápidos paseos en grupo, bicicletas club también se utilizaban comúnmente para cicloturismo y carreras en contrarreloj.

## Lasroadstersen la sociedad contemporánea

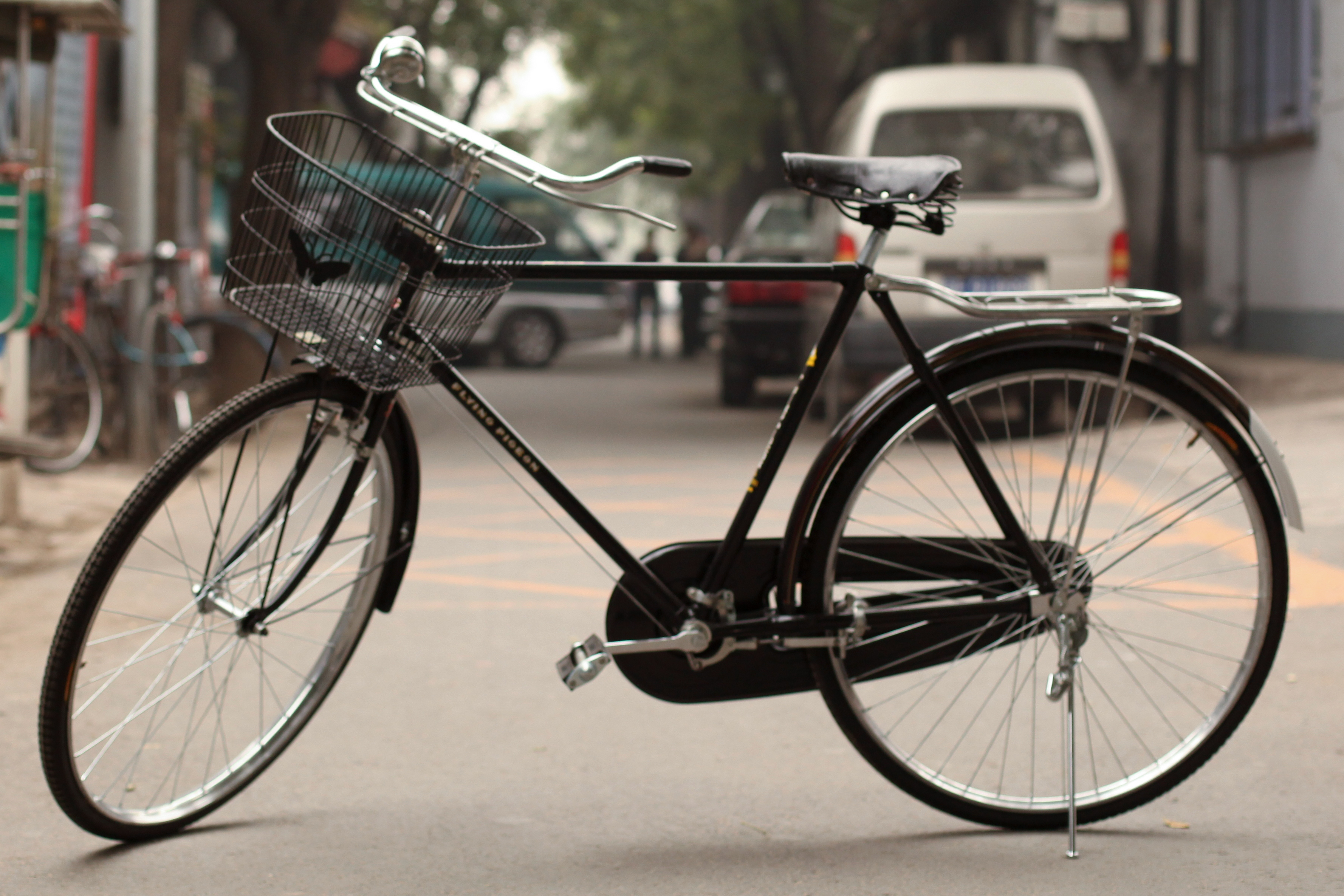
Aquí una roadster china Flying Pigeon, emulando la bicicleta inglesa.

En gran parte del mundo, el estilo de bicicleta inglesa es todavía el estándar utilizado para el transporte diario. Producido en masa en Asia (principalmente de la India, China y Taiwán), se exportan en grandes cantidades a las naciones en desarrollo en lugares tan lejanos como África y América Latina. En China el Flying Pigeon era el vehículo más popular en uso de todo el mundo.
Debido a su bajo costo relativo, la resistencia y durabilidad de sus cuadros de acero y horquillas, su capacidad de ser reparado mediante soldadura, y la capacidad de estas bicicletas para transportar cargas pesadas, el roadster es generalmente por mucho, la bicicleta más común en uso en los países en desarrollo, con una importancia particular en las zonas rurales. En algunas partes de África oriental, el roadster se llama el Black Mamba, donde se utiliza como taxi por emprendedores ciclistas, se lo llaman boda-boda. En las sierras de Arequipa en Perú  y en otras partes de América del Sur son conocidas como bicicletas chacareras y en Ecuador se las conoce como las panaderas nombre asignado ya que en los años 1970, 1980, 1990, fueron usadas por vendedores ambulantes de pan y en la actualidad se ven pero escasamente.
Modelos roadster tradicionales se convirtieron en gran medida obsoleta en las partes angloesferas y en otras partes del mundo occidental después de la década de 1950 con las excepciones notables de los Países Bajos y Bélgica, junto con otras partes de Europa noroccidental. Sin embargo, ahora están llegando a ser populares otra vez en muchos de los países que habían desaparecido en gran parte, debido al resurgimiento de la bicicleta como medio de transporte local de la ciudad donde el roadster es ideal debido a su posición de conducción erguida, la capacidad para soportar cargas de compras, simplicidad y bajo mantenimiento.
En el Reino Unido, hay una serie de fabricantes de bicicletas que hacen versiones actualizadas del roadster clásico como Pashley Cycles  y muchos más son importados desde el continente europeo, como los de los fabricantes holandeses Royal Dutch Gazelle. Son muy populares como el transporte estudiantil en las universidades, especialmente en Cambridge y Oxford, y se ven cada vez más en otras ciudades británicas, incluyendo Londres. En Australia, se ha producido también un incremento en el uso de las bicicletas clásicas inglesas, particularmente en Melbourne, junto con el crecimiento de las empresas locales para bicicletas como Papillionaire  y muchas otras de segunda mano a la década de 1950 y 60, que se han descubierto y están siendo restauradas.

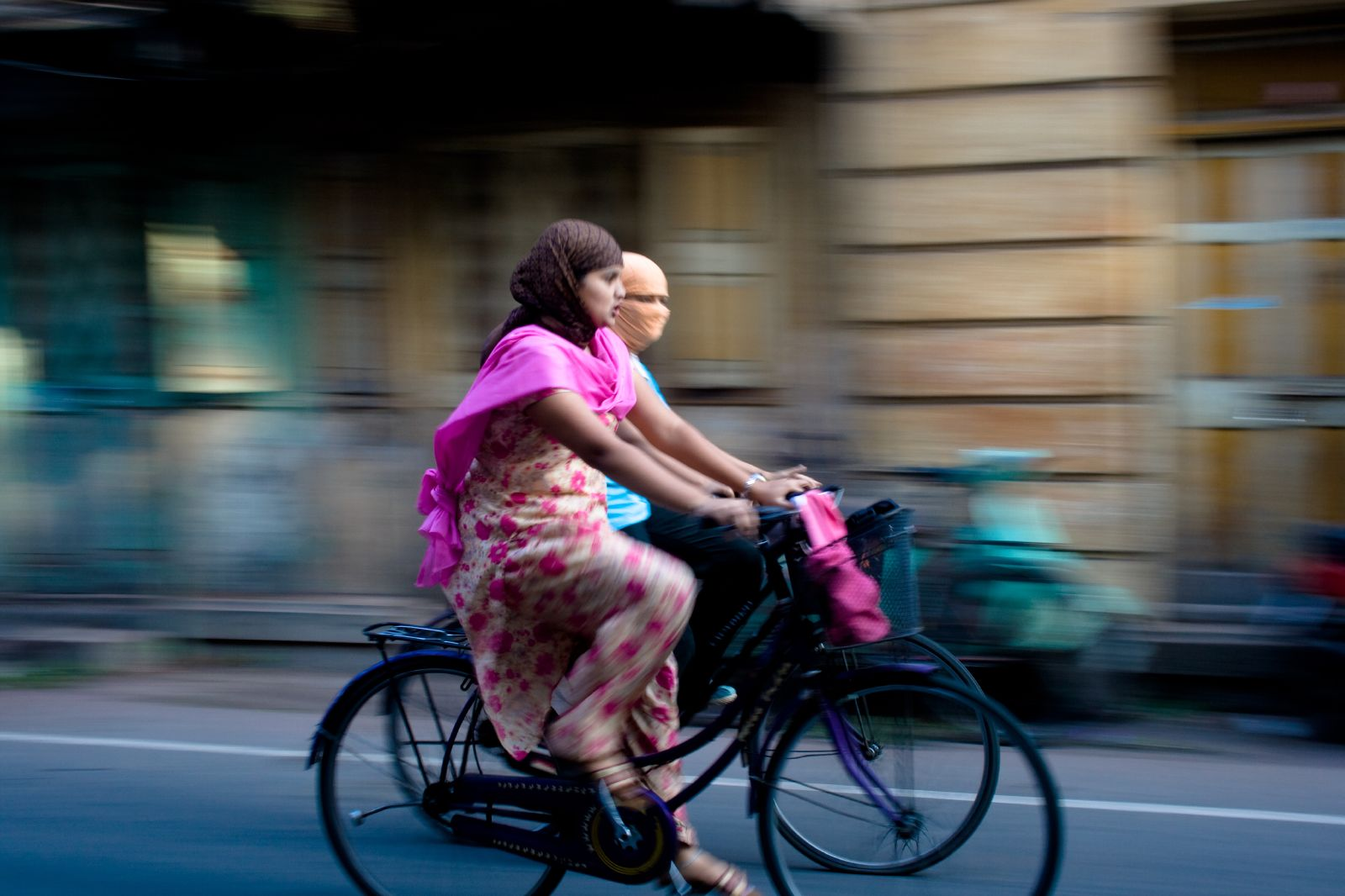
Chicas en bicicletas tipo inglesas por las calles de Pune, India.
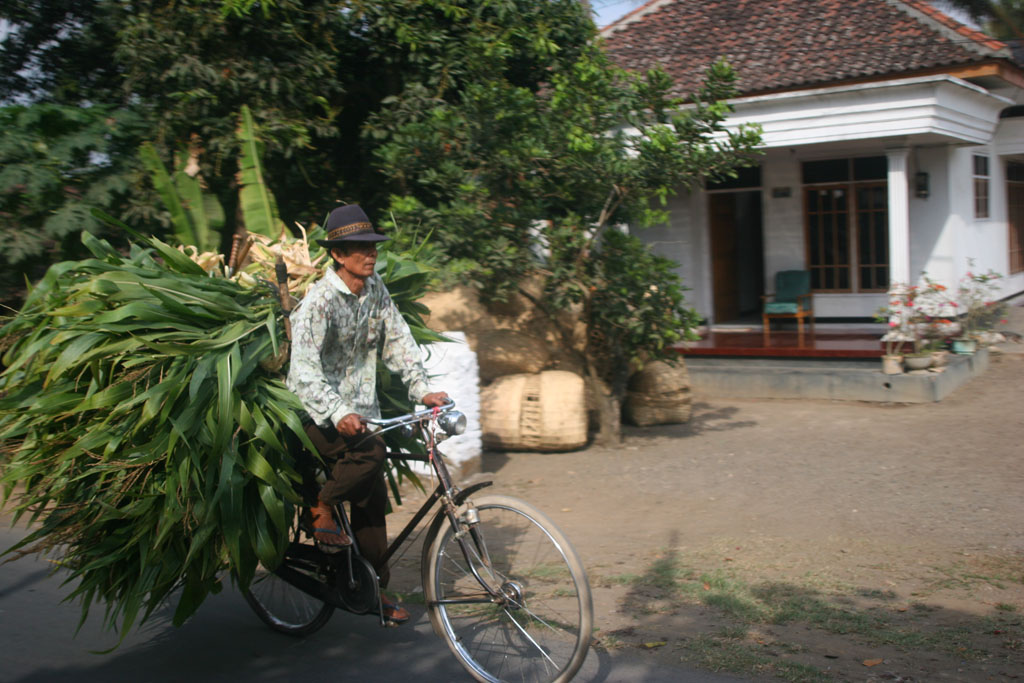
Campesino en una bicicleta roadster utilizada para la carga en Indonesia.
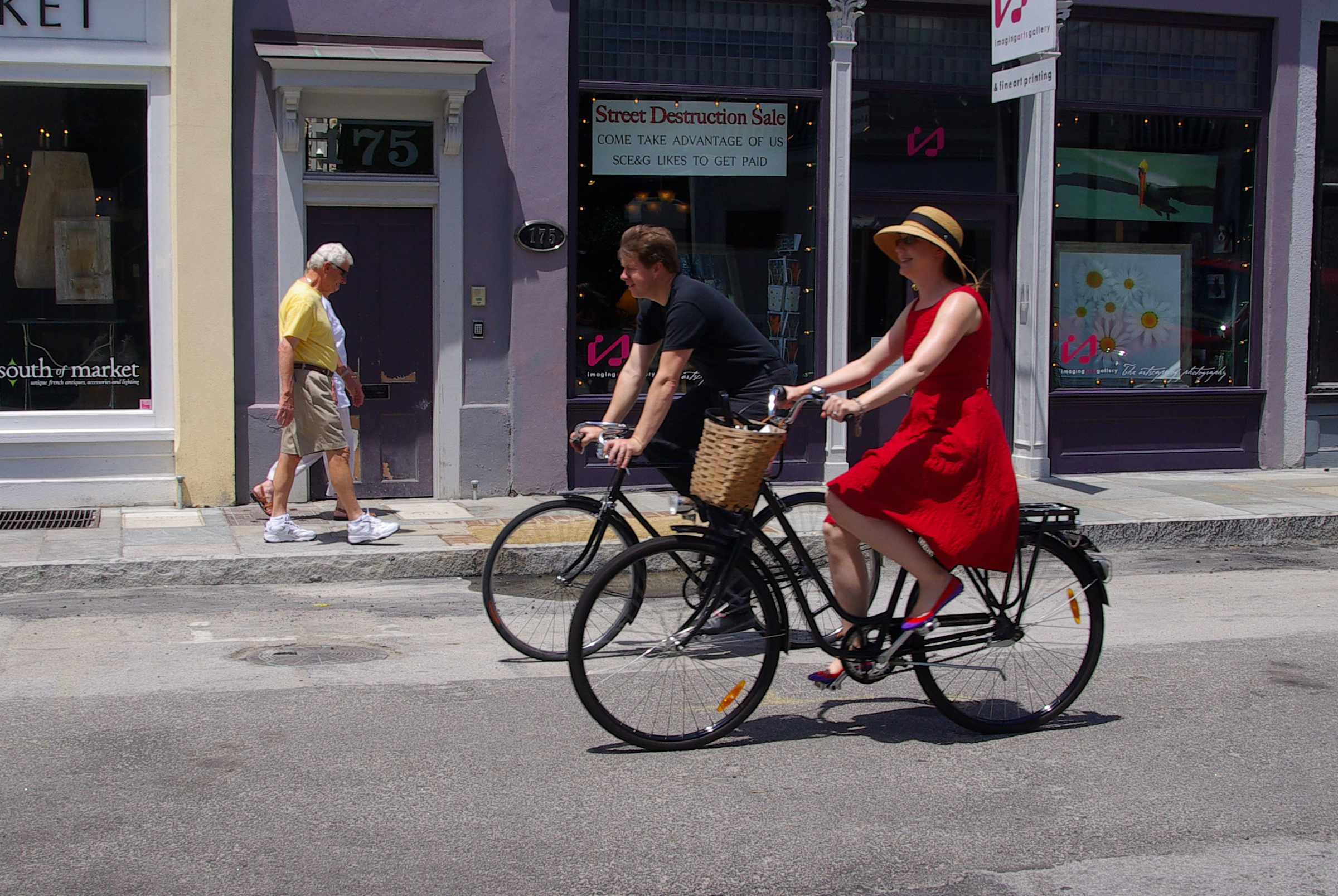
Dos ciclistas en sus roadsters en Charleston, Estados Unidos.